# بل ایر (کانزاس)
بل ایر (به انگلیسی: Bel Aire) شهری در ایالت کانزاس کشور ایالات متحده آمریکا است که جمعیت آن در سرشماری سال ۲۰۱۰ میلادی، ۶٬۷۶۹ نفر بوده‌است.